# Коковський Тарас Ігорович

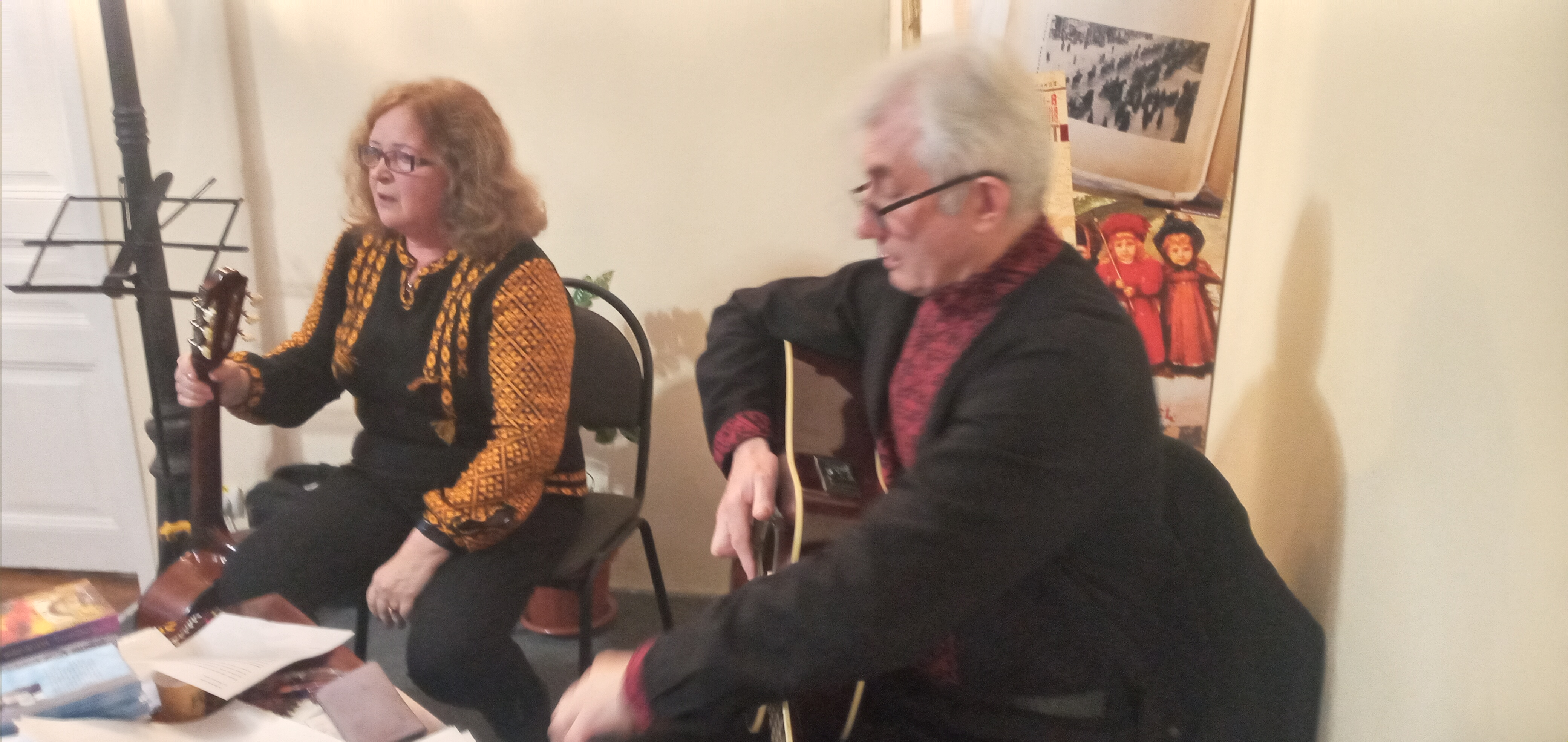
Творчий вечір "Два серця і 12 струн. Тарас і Леся Коковські" 09 грудня 2022

Тарас Ігорович Коковський (нар. 17 липня 1956, м. Зборів Тернопільської області) — український священник (Українська Лютеранська Церква), літератор, перекладач, блогер, фотограф, музикант, автор і виконавець пісень. Чоловік Лесі Романчук, онук Луки Конопи.

## Життєпис
Народився в місті Зборові Тернопільської області. В 1973 році закінчив середню школу в смт Козова на Тернопільщині, Козівську музичну школу, Львівський політехнічний інститут (1978), Лютеранську богословську семінарію Св. Софії (1999, Тернопіль).
Працював інженером ВО «Ватра» та ВПКТІ «Світло» (Тернопіль), парафіяльним священником.
Нині — пастир парафії Св. Апостолів Івана та Якова в Тернополі (Українська Лютеранська Церква), голова Галицької Єпархії УЛЦ.
Учасник «Народного Руху України», «Товариства української мови», вокально-інструментального гурту «Березоль» (смт. Козова, 70-80рр.).
7 березня 2014 року першим використав у дописі на сторінці свого блогу термін "зелені чоловічки" щодо російських окупантів в Криму. 

## Творчість
Поезії, переклади та новели опубліковані у всеукраїнських та обласних ЗМІ, декламувались на республіканському радіо. Постійний автор часопису «Літературний Тернопіль». Автор двох поетичних збірок, книжки новел, перекладач кількох християнських видань з англійської мови. 
Переклав понад 30 відомих у світі християнських гімнів та пісень з англійської, польської, російської, болгарської мов.
Підготував, зібрав, уклав «Молитовник» Української Лютеранської Церкви. Брав участь в редагуванні нового видання «Українського Лютеранського Служебника».
Упорядник кількох інтернет-сторінок.
Автор і співавтор чотирьох гасел в «Тернопільському енциклопедичному словнику»: Конопа Лука Семенович, Протестантизм на Тернопільщині, Складан Софія Ільківна, Ярчук Теодор.
Переклади:
- Е. Кейлер. «Основи християнської віри». Lutheran Heritage Foundation, 1997, 356 с.
- Г. Зассе. «Хто такі лютерани». Lutheran Heritage Foundation, 1999, 214 с.
- З. Беккер. «Об'явлення Івана Богослова». Lutheran Heritage Foundation, 2003, 389 с.
- Г. та М. Альбрехт. «Коментарі до Євангелія від Матвія», Lutheran Heritage Foundation, 2013, 454 с.
- Додаток до «Малого Катехизису м. Лютера», «Горлиця», 1997 р.
- «Український Лютеранський Молитовник», «Горлиця», 2000, 139 с.

Поезія, проза:
- «Я вдячний, Господи, Тобі…» Вибрані поезії, Київ, 2013
- "Надія є...", збірка поезій, "Видавництво Джура", 2017
- "Цвіт споришу", новели, "Навчальна книга-Богдан", Тернопіль, 2019

## Інтернет-ресурси

### Поезія, проза, переклади
- Поезія, проза, переклади [Архівовано 4 червня 2012 у Wayback Machine.]
- Я вдячний, Господи, Тобі/ Вибране(поезія, переклади) 2012,70с. [Архівовано 5 березня 2016 у Wayback Machine.]
- Статті, публікації, 2012, 62 с. [Архівовано 5 березня 2016 у Wayback Machine.]

### Фотоальбоми
- фотоальбоми [Архівовано 8 квітня 2014 у Wayback Machine.]
- Фото на сторінці ВВС [Архівовано 11 січня 2008 у Wayback Machine.]
- Фото на сторінці RedBubble [Архівовано 8 квітня 2014 у Wayback Machine.]
- Фото на сторінці Flickr [Архівовано 29 серпня 2015 у Wayback Machine.]

### Веб сторінки, блоги
- Веб сторінка  [Архівовано 1 березня 2013 у Wayback Machine.]
- Блог  [Архівовано 23 вересня 2011 у Wayback Machine.]
- Коковський Тарас Ігорович у соцмережі «Facebook»